# Bandeira de Periquito (Minas Gerais)
A bandeira de Periquito é um dos símbolos oficiais do município brasileiro supracitado, localizado no interior do estado de Minas Gerais. Foi criada pela lei municipal nº 18, de 18 de abril de 1997. Assim como o brasão da cidade, representa o desenvolvimento municipal, a arte e a cultura.